# Plectrosternus idonea
Plectrosternus idonea là một loài bọ cánh cứng trong họ Elateridae. Loài này được Walker miêu tả khoa học năm 1858.